# Zanthoxylum lindense
Zanthoxylum lindense är en vinruteväxtart som först beskrevs av Adolf Engler, och fick sitt nu gällande namn av J.O. Kokwaro. Zanthoxylum lindense ingår i släktet Zanthoxylum och familjen vinruteväxter. Inga underarter finns listade i Catalogue of Life.